# Japonia
Japonia là một chi ốc có nắp, là động vật chân bụng sống trên cạn thuộc họ Cyclophoridae.

## Các loài
Chi Japonia includes the following species:
- Japonia hispida
- Japonia shigetai
- Japonia striatula